# Каталог коллекций Зоологического музея ННПМ НАН Украины

Каталог типів у зоологічних колекціях ННПМ: Доценко та ін., 2001

Каталог коллекций Зоологического музея ННПМ НАН Украины — серія видань Зоологічного музею імені М. М. Щербака, що включає близько 15-20 каталогів колекцій.

## З історії видання

Логотип зоомузею.

Видання здійснюється Зоологічним музеєм імені М. М. Щербака. Серію започатковано 1997 року Миколою Щербаком і продовжено Євгеном Писанцем. На сайті ННПМ є окрема сторінка про цю серію.
Назва серії неусталена і існує у кількох версіях. Єдиного ISBN серії не існує, проте окремі випуски мають власні ISBN. На частині випусків назва серії відсутня або частково включена у назви випусків. Особливістю є формат А5, склейка сторінок, жовтий колір палітурки з папером «льон» та наявність логотипа у формі лелеки з написом латиною «Museum Zoologicum Ukrainiense» (= «Український Зоологічний Музей»).
За винятком двох каталогів молюсків, підготовлених Святославом Погребняком з колегами (2008, 2015) українською мовою, всі випуски каталогів є російськомовними. Останній з відомих каталогів — каталог пташиних яєць, підготовлений Олександром Пеклом.

## Огляд випусків
- Щербак Н. Н., Токарь А. А., Кириленко И. В. 1997. Гекконовые ящерицы (Reptilia: Sauria: Geckonidae) / Зоомузей ННПМ НАН Украины. Киев, 1-45.
- Манило, Л. Г. 1997. Рыбы океанов / Зоомузей ННПМ НАН Украины. Киев, 1-138. (Каталог коллекций Зоологического музея ННПМ НАН Украины).
- Доценко, И. Б., И. В. Загороднюк, Л. Г. Манило, Е. М. Писанец, Э. Н. Седьішева, В. В. Чиколовец, Л. С. Шевченко. 2001. Каталог типовых экземпляров Зоологического музея ННПМ НАН Украины / Под ред. Е. М. Писанца. Киев: Зоологический музей ННПМ НАН України, 1—138. ISSN: 966-02-1519-3[2]

- Мовчан Ю. В., Л. Г. Манило, А. И. Смирнов, А. Я. Щербуха. 2003. Круглоротые и рыбы / Зоомузей ННПМ НАН України. Киев, 1-241. (Каталог коллекций Зоологического музея ННПМ НАН Украины).

- Доценко, И. Б. 2003. Каталог коллекций Зоологического Музея ННПМ НАН Украины. Змеи. Киев: ННПМ НАН Украиньі, 1—85. ISSN 966-02-2886-4.

- Погребняк С. Г., Сєдишева Е. М., Корнюшин О. В. 2008. Двостулкові молюски (Mollusca: Bivalvia) / Зоологічний музей ННПМ НАН України. Київ, 1-177. (Серія: Каталог колекцій Зоологічного музею ННПМ НАН України). (без ISSN, pdf)
- Погребняк С. Г., Е. М. Сєдишева. 2015. Черевоногі молюски (Mollusca, Gastropoda) / НАН України, Нац. наук.-природн. музей. Київ: НАН України, 1-386. (Серія: Колекції Зоол. музею Нац. наук.-природн. музею НАН України).